# Oratoire rupestre de Valdecanales
L’oratoire rupestre de Valdecanales, aussi connu sous le nom d’hypogée de Valdecanales, est un ermitage rupestre d'origine wisigothique, situé dans la municipalité de Rus (province de Jaén, Andalousie, Espagne). Il a été construit entre la fin du VIe et le début du VIIe siècle. C'est le seul hypogée wisigothique subsistant aujourd'hui dans le sud de l'Espagne.

## Présentation
L'oratoire rupestre de Valdecanales a été découvert par Rafael Vañó Silvestre en 1968. Il a été inscrit sur la liste rouge du patrimoine espagnol en danger en 2006 : déclaré monument historique le 21 mars 1970, son état de conservation est menacé par l'érosion de la pierre, qui ne fait l'objet d'aucune protection. L'oratoire a également été détérioré par des actes de vandalisme. 
Situé sur la colline de l'Alcobilla, entre Zagahón et Los Escuderos, l'ensemble est formé de trois grottes creusées dans la roche. La façade principale, taillée dans un talus, présente une grande arcade aveugle avec des arcs en fer à cheval. À l'intérieur se trouve une chapelle à trois nefs avec une voûte en berceau sur des piliers de forme quadrangulaire. Les deux autres grottes, plus petites, présentent également une voûte en berceau, ainsi que des absidioles ; elles ont pu être utilisées comme baptistère et comme réfectoire. 